# مونتيدورو
مونتيدورو (بالإيطالية: Montedoro)‏ هي بلدية في مقاطعة كالتانيسيتا في صقلية الإيطالية.

## السكان
في سنة 1861 بلغ عدد السكان 2٬151 نسمة، وتطور العدد ليصل في سنة 2011 لـ 1٬643 نسمة.
يظهر هذا المخطط البياني تطور النمو السكاني لـ مونتيدورو